# As You Are
As You Are è un film del 2016 diretto da Miles Joris-Peyrafitte ed interpretato da Owen Campbell, Charlie Heaton ed Amandla Stenberg. 

È stato presentato nella sezione U.S. Dramatic Competition al Sundance Film Festival 2016 dove ha vinto il Premio Speciale della Giuria.

## Trama
La storia è ambientata negli anni '90 e ruota attorno all'amicizia di tre adolescenti in una piccola città americana.
Il film segue Jack, un adolescente introverso che vive con sua madre single, Karen. La sua vita cambia quando incontra Mark, il figlio del nuovo fidanzato di Karen, Tom. Mark è diverso da Jack: estroverso, ribelle e con un atteggiamento sprezzante verso l'autorità. I due diventano subito amici e trovano un legame nel loro senso di alienazione e solitudine.
Quando entra in scena Sarah, un'amica che condividono, il trio sviluppa un'amicizia profonda che li porta a sperimentare la loro identità e sessualità. La loro amicizia, però, inizia a complicarsi con l'aumentare delle pressioni sociali e familiari, portando a tensioni e incomprensioni. La storia è raccontata attraverso flashback che emergono durante una serie di interrogatori della polizia, che stanno investigando su un tragico incidente che coinvolge i protagonisti.
Il film esplora temi come l'identità, l'amore, la violenza e l'accettazione, mostrando le difficoltà dell'adolescenza e il bisogno di trovare il proprio posto nel mondo.

## Accoglienza

### Critica
Sul sito Rotten Tomatoes, il film ha un indice di gradimento del 67% basato su 21 recensioni, con una valutazione media di 5,88/10. Su Metacritic, il film ha un punteggio medio ponderato di 67 su 100, basato su nove critiche, indicando "recensioni generalmente favorevoli".

## Riconoscimenti
- 2016 - Sundance Film Festival[1][2]
  - Premio Speciale della Giuria
  - Nomination Gran Premio della Giuria

- 2016 - Seattle International Film Festival
  - Nomination Futurewave Youth Jury Award

- 2016 - Festival internazionale del cinema di San Sebastián
  - Nomination Concha de Oro
  - Nomination Sebastiane Award

- 2016 - Hamburg Film Festival
  - Nomination Young Talent Award

- 2017 - Queer Lisboa - Festival Internacional de Cinema Queer
  - Premio della Giuria al miglior attore a Owen Campbell